# Ginés de Hermosa y Espejo
Ginés de Hermosa y Espejo fue en político y militar español del siglo XVIII. Obtuvo el cargo de Asistente de Sevilla que desempeñó entre marzo de 1738 y julio de 1752, le precedió en el puesto Don Rodrigo Caballero y fue sustituido en 1752 por Don Fernando de Valdés y Quirós.

## Biografía
Fue Caballero Comendador de Enguera en la Orden de Santiago, gobernador de Zamora, Brigadier de los Reales Ejércitos de su majestad, intendente general de los cuatro reinos de Andalucía y señor de la Villa de Autillo de Campos. Durante su periodo de mando en Sevilla prestó especial atención a las medidas de orden público, consiguiendo se emitiera el 14 de noviembre de 1744 una Real Provisión para que se prohibieran en las tabernas la presencia de cualquier tipo de cortina o celosía, juegos de naipes y puertas falsas. En 1747 se fundó en la ciudad la Real Compañía de San Fernando y en 1751 la Real Academia Sevillana de Buenas Letras.